# Seta (musgo)

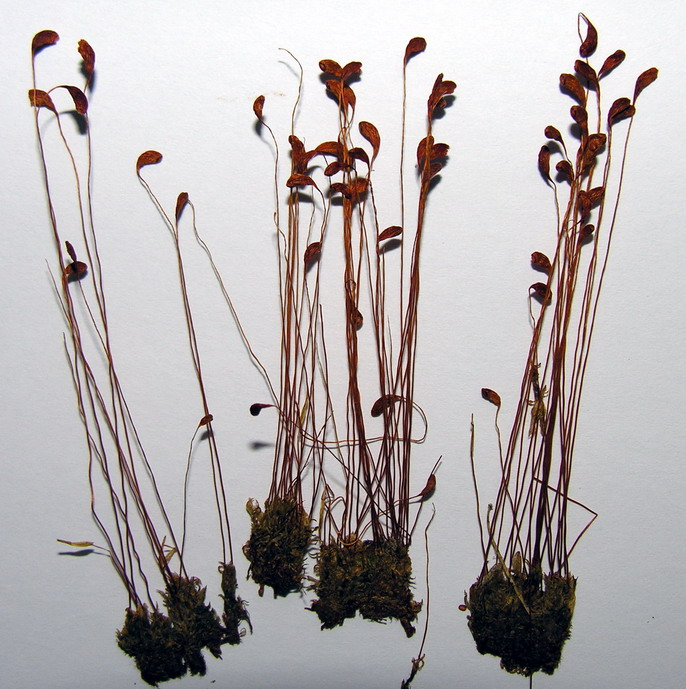
Funaria hygrometrica, uma espécie de musgo que produz longas sedas acastanhado-avermelhadas, encimadas por cápsulas (esporângios) castanhos com caliptra aguçada. O epíteto específico é uam referência aos movimentos higroscópicos da seda.

Seta ou seda (do latim: seta, "cerda"), por vezes estilete da cápsula, é a designação dada em anatomia vegetal à estrutura em forma de haste peduncular que liga a base do esporófito dos musgos à cápsula onde são produzidos os esporos.

## Descrição
A seta é o fino talo que suporta o esporângio (a cápsula) dos musgos e das hepáticas, abastecendo-o com àgua e nutrientes. A seta é parte do esporófito e tem um curto pé embebido nos tecidos do gametófito de onde retira água e nutrientes numa relação do tipo parasítico. As setas não estão presentes em todos os musgos, mas em algumas espécies podem atingir de 15 a 20 cm de altura.
Em muitos musgos, a cápsula onde se forma os esporos (o esporângio) é levantada por uma haste mais ou menos alongada para garantir uma melhor dispersão dos esporos pelo vento, já que nas espécies anemocóricas a propagação depende do transporte dos esporos pelo vento.
Se a haste é formada pelo esporófito é designada por "seta", mas se for formado pelo gametófito (sendo neste caso quase sempre verde) é designada "pseudopódio". A parte engrossada na extremidade superior da seta, o pescoço da cápsula, é designada por "apófise", sendo às vezes erradamente referida como"hipófise". As setas podem geralmente assumir funções de propagação adicionais, executando movimentos higroscópicos em função do seu estado de hidratação.